# フジヤマ・ママ
「フジヤマ・ママ」(Fujiyama Mama) は、アメリカ合衆国のソングライターで、後におもにジャック・ハマーという名で知られたアール・ソロモン・バロウズ（Earl Solomon Burroughs) が、アール・バロウズ (Earl Burrows) 名義で書いた初期の楽曲。1957年に出たワンダ・ジャクソンのシングルがヒットした。
曲名に富士山を意味する「フジヤマ」が入っているだけでなく、英語の歌詞の冒頭には、地名としての「ヒロシマ」、「ナガサキ」への言及がある。

## おもな録音
- アニスティーン・アレン（英語版）は、1955年にこの曲をシングルとしてリリースした (Capitol 3048)（B面は「Wheels Of Love」）[1]。
- エイリーン・バートン（英語版）も、1955年にこの曲をシングルとしてリリースした (Coral – 9-61377)（B面は「How-Ja Do, How-Ja Do, How-Ja Do」）[2]。
- ワンダ・ジャクソンは、1957年にロカビリー風にアレンジしたこの曲を吹き込み、シングル「哀れなジョー (No Wedding Bells For Joe)」のB面に収録したが[3]、結果的にはB面ヒットとなり、以降この曲は、ワンダ・ジャクソンを象徴するシグネチャー・ソング（英語版）となった[4]。日本盤はA面とB面を入れ替えて、「哀れなジョー」をB面に収録して、1958年4月にリリースされた[5]。
- パール・ハーバーは、1981年にイギリスでこの曲のシングルをリリースした (Warner Bros. Records – K 17741)（B面は「Nerves」）[6]。1982年のザ・クラッシュの日本公演の際に、パール・ハーバーはザ・クラッシュの演奏で「フジヤマ・ママ」を歌った。
- フランク・チキンズは、1984年にイギリスでインディーズ・レーベルを立ち上げて、両A面シングルで「We Are Ninja」とこの曲を収めたシングルをリリースした (Kaz Records – KAZ 10)[7]。この曲は、1984年のアルバム『We Are Frank Chickens』にも収録された[8]。
- トレイラー・ブライド（英語版）は、2004年のワンダ・ジャクソンへのトリビュート・アルバム『Hard-Headed Woman: A Celebration Of Wanda Jackson』に参加し、この曲をカバーした[9]。

### 日本でのカバー
- 雪村いづみは、井田誠一による日本語詞の連を交え、英語と日本語の両方を盛り込んでこの曲を歌い、1958年にシングルとしてリリースした（B面は、朝比奈愛子の「シュガー・キャンデー」）。この曲は雪村の全盛期の代表曲のひとつとなり、後に歌手生活50年を記念して2002年に出された、全盛期の録音を集大成したCD3枚組のアルバムは『フジヤマ・ママ 雪村いづみ スーパーアンソロジー 1953-1962』と題された[10]。
- 沢たまきは、同じく1958年に、バッキー白片とアロハ・ハワイアンズの演奏をバックに、井田によるものとは別の日本語詞の連を加えて歌い、シングル「ロッカチッカ (Roc-a-Chicka)」のB面にこの曲を収録した。
- 細野晴臣は、「ハリー細野とイエロー・マジック・バンド」名義で出した1978年のアルバム『はらいそ』に、井田誠一による日本語詞の連を交え、さらに自身による補作詞を加え、英語と日本語の両方を盛り込んだ歌唱を収録した[11][12]。
- 相原勇は、1990年のシングル「ボクはパワー」の2曲目（B面に相当）に、Back Skippers による新たな日本語詞で歌ったこの曲を収録し、同年のアルバム『Hello Good-Day!!』にも収録した[13]。
- Petty Booka（ペティブーカ）は、1996年にインディーズから出したアルバムで、独自の日本語詞を交えたこの曲のカバーをタイトル曲としていたが、その後、メジャー（シスターレコード＝日本クラウン）に移り、1997年にこの曲をシングルでリリースした。
- レッド・ペッパー・ガールズは、2008年のデビュー・アルバム『レモンティー 〜搾って、ボクのレモンを〜』に、亜蘭知子による新たな日本語詞で歌ったこの曲を収録した。